# آنر هرینگتون
آنر استفانی هارینگتون (به انگلیسی: Honnor Harington) نام شخصیتی در آثار دیوید وبر است که سری داستانی منحصر به خود به همین نام دارد. آنر هرینگتون آدمیرال نیروی فضایی سلطنتی مانتیکور (سیاره‌ای در گیتی آنرورس) است. نام او در زبان گربه‌های درختی اسفینکس «بر ابرها می‌رود» است.